# За миллиард лет до конца света
«За миллиард лет до конца света» — фантастическая повесть Аркадия и Бориса Стругацких, впервые опубликованная в 1976 году.

## История создания и публикации
Первая запись о сюжете повести появилась в рабочем дневнике Стругацких 23 апреля 1973 года. Черновик они начали писать в июне 1974 года, а закончили в ноябре. По словам Б.Н. задержка в написании почти на год, в течение которого они с братом работали над сценарием «Бойцового Кота» и над повестью «Парень из преисподней», пошла повести на пользу. Весной 1974 года Борис Стругацкий проходит свидетелем по «делу Хейфеца», которое «оставило в душе БН впечатления неизгладимые и окрасило (по крайней мере лично для него) всю атмосферу „Миллиарда“ совершенно специфическим образом и в совершенно специфические тона». По словам братьев никто из героев повести «не придуман совсем уж из головы» и имеют свои прототипы. Авторы видели самих себя в персонаже Дмитрия Малянова и по мере написания старались быть «реалистичны и беспощадны»:

«Миллиард» стал для БН (и разумеется, — по закону сообщающихся сосудов — и для АН тоже) повестью о мучительной и фактически бесперспективной борьбе человека за сохранение, так сказать, «права первородства» против тупой, слепой, напористой силы, не знающей ни чести, ни благородства, ни милосердия, умеющей только одно — достигать поставленных целей, — любыми средствами, но зато всегда и без каких-либо осечек.— Борис Стругацкий. Комментарии к пройденному, 1999
Повесть изначально писалась для публикации в журнале «Аврора», который даже выдал авторам аванс на её написание. Но из-за отказа авторов переносить действия повести «например, в США», «Аврора» отказалась от её публикации. Впервые опубликована в журнале «Знание — сила» в 1976—1977 годах «причём ценою сравнительно небольших переделок». Впоследствии была переведена на другие языки, причём англоязычный перевод названия кардинально отличается от исходного: Definitely Maybe, то есть «Возможно наверняка».

## Сюжет
Действие происходит в СССР, в Ленинграде, летом 1972 года во время аномальной жары.
Главный герой Дмитрий Алексеевич Малянов, астрофизик, находясь в отпуске, продолжает заниматься своей научной работой. Малянов неожиданно и глубоко продвинулся в разработке темы «Взаимодействие звёзд с диффузной материей в Галактике». Как только он начинает понимать, что это революционное открытие и прорыв в науке, в его жизни начинают происходить необъяснимые события: в квартиру доставляют непонятно кем заказанный ящик с едой и спиртным; является привлекательная одноклассница жены, после затянувшихся посиделок бесследно исчезающая; сосед, полковник Снеговой кончает с собой, и оперативник, сообщивший об этом Малянову, принимается его запугивать; под окнами квартиры взрывом выворачивает дерево. Словом, стоит Малянову сесть за работу, и немедленно случается что-то, из-за чего вернуться к работе нет никакой возможности. Малянов понимает, что все эти события происходят неспроста. Его научные изыскания явно кому-то или чему-то мешают. Одновременно на Малянова выходит целая группа знакомых и друзей, которые, несмотря на всю разницу в характерах и взглядах на жизнь, оказались в аналогичной патовой ситуации. Какая-то загадочная, но могучая и очень избирательная сила останавливает их в разработках в самых разных областях науки от биологии до математической лингвистики.
Все они учёные, привыкшие к анализу фактов, даже самых невероятных. Объединив усилия, товарищи по несчастью быстро выделяют в происходящем главное. События происходят по единой схеме. Стоит им заняться определённой научной работой, тут же начинаются странности. Отвлекающие события могут действовать по принципу «пряника» — без каких-либо собственных усилий улучшается материальное положение, появляется возможность карьерного роста и так далее. Но если человека не останавливают искушения, начинаются чудеса «с обратным знаком»: стихийные бедствия, бытовые неурядицы, недоразумения с милицией, несчастные случаи. Похоже, сосед Малянова, военный инженер, оказался под тем же воздействием, что и привело к его смерти.
Предположения о причастности к событиям неведомых научных конкурентов, преступников, даже пришельцев из космоса плохо объясняют происходящее: слишком широк диапазон методов воздействия, слишком велики должны быть возможности противодействующей стороны. Неожиданное решение проблемы предлагает сосед и друг Малянова — математик Вечеровский. Он предполагает, что такая реакция есть отклик Мироздания, его защитная реакция на научные изыскания человечества, которые могут в своём итоге добраться до самой природы вещей:
…Если бы существовал только закон неубывания энтропии, воцарился бы хаос. Но, с другой стороны, если бы существовал или хотя бы возобладал только непрерывно совершенствующийся и всемогущий разум, структура мироздания тоже нарушилась бы. Это, конечно, не означало бы, что мироздание стало бы хуже или лучше, оно бы просто стало другим, ибо у непрерывно развивающегося разума может быть только одна цель: изменение природы Природы. Поэтому сама суть «закона Вечеровского» состоит в поддержании равновесия между возрастанием энтропии и развитием разума. Поэтому нет и не может быть сверхцивилизаций, ибо под сверхцивилизацией мы подразумеваем именно разум, развившийся до такой степени, что он уже преодолевает закон неубывания энтропии в космических масштабах. И то, что происходит сейчас с нами, есть не что иное, как первые реакции Мироздания на угрозу превращения человечества в сверхцивилизацию. Мироздание защищается. 
Героям остаётся решить, что же делать дальше — бросить «нежелательные» теории в обмен на благополучие или вступить в противостояние с сильнейшим противником (возможно, с самой Природой). Вывод Вечеровского вполне логичен — если он прав и события есть реакция Природы на их действия, то эта реакция — тоже есть некое явление в сфере естествознания, которое можно изучить, предсказать и далее подчинить своей воле. Вечеровский фанатично предан науке и собирается продолжать исследования, предлагая тем из коллег, кто не чувствует в себе сил для борьбы, передать материалы ему. То, что изучение этого явления может оказаться опасным, не может остановить истинного учёного. Остальные, обдумав ситуацию в течение более или менее длительного времени, сдаются. Дольше всех держится Малянов, но и ему приходится отступить: он получает недвусмысленное последнее предупреждение, что за его упрямство заплатят сын и жена.

## Художественные особенности
Повествование рукописи, найденной при странных обстоятельствах (таков подзаголовок), разбито на главы, которые начинаются и заканчиваются на полуслове. На вопрос о том, как родился этот приём, Борис Стругацкий ответил: «Такие идеи рождаются спонтанно, путём перебора энного количества вариантов. Причём, с какого именно варианта начался этот перебор, установить уже никто из авторов не в силах — он, этот вариант, давно и надёжно забыт». Повествование ведётся в некоторых главах от первого лица главным героем, в прочих от третьего лица. Борис Стругацкий объяснял это так: «рукопись пишет Малянов (где? когда? в какой ситуации? — загадка!). Начинает как бы отстранённо — о себе, но от третьего лица, потом где-то срывается, забывает о своей отстранённости, переходит на первое, потом — снова на третье и, в конце концов, — окончательно на первое».

## Проблематика
Тема безличной силы, грозящей человеку — одна из главных в творчестве Стругацких («Далёкая Радуга», «Улитка на склоне» и другие). В этом смысле повесть можно понимать двояко.

Писатели ставят вопрос о том, каковы отдалённые последствия разумного воздействия человека на Природу. Возможно ли, что Природа (Мироздание) будет сопротивляться или во всяком случае реагировать на её исследование. Здесь можно провести параллели с романом Станислава Лема «Солярис», где исследователи сталкиваются с загадочной реакцией инопланетного разума. Здесь же ответной реакцией на исследование отвечает сама Природа, с которой довелось столкнуться непосредственно на Земле.
В то же время в повести звучит социально-политический подтекст. Весной 1974 года Борис Стругацкий был допрошен как свидетель по делу Хейфеца. Как он пишет, «столкновение это… оставило в душе БН впечатления неизгладимые и окрасило (по крайней мере лично для него) всю атмосферу „Миллиарда“ совершенно специфическим образом и в совершенно специфические тона».

## Прототипы персонажей

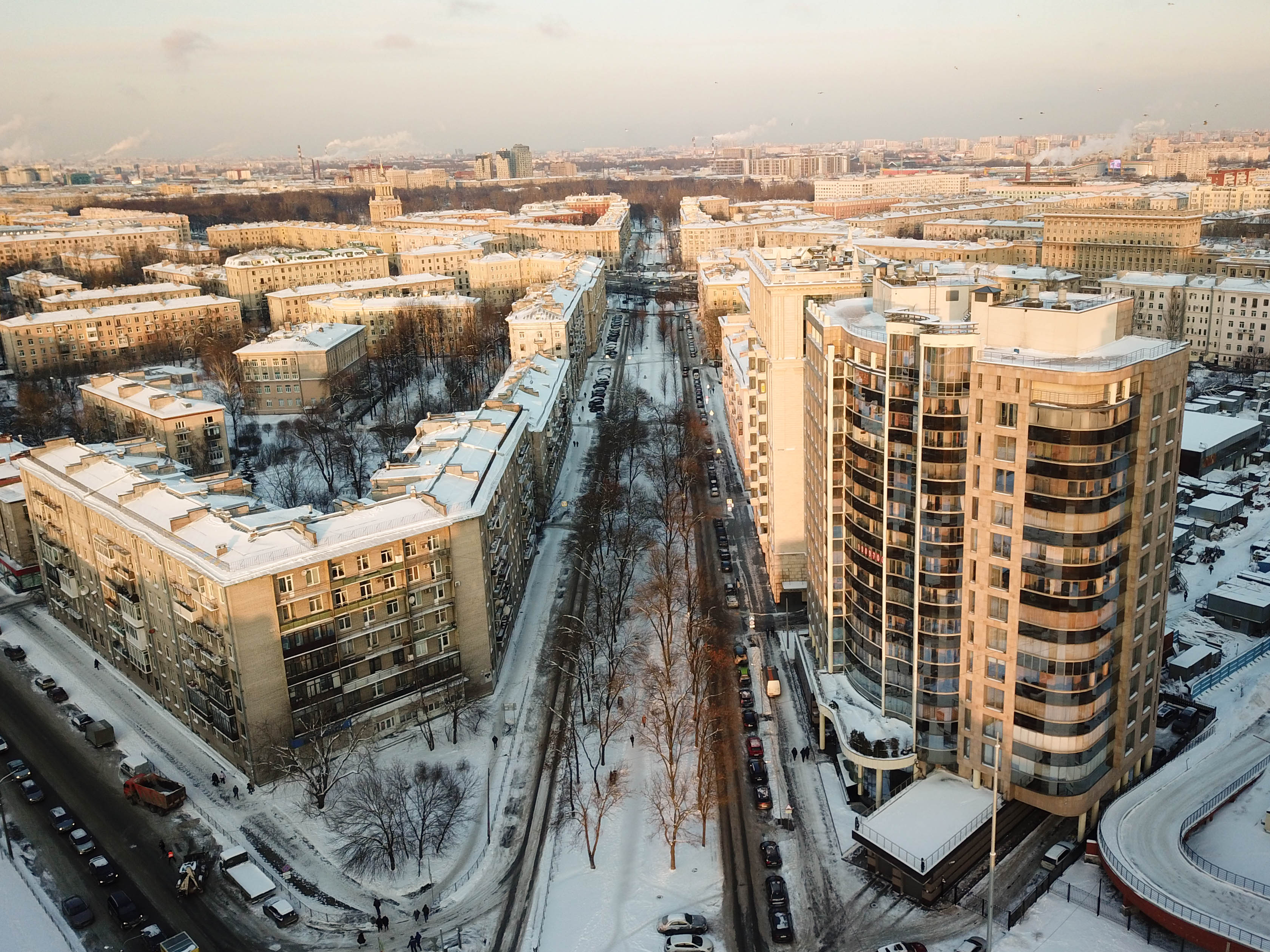
Дом на углу улиц Варшавской и Победы, где жил и работал Борис Стругацкий (в левом нижнем углу)

Стругацкие любили «списывать» персонажей с настоящих людей, хотя и избегали раскрывать имена. Тем не менее, Борис Стругацкий в своём «большом онлайн-интервью» сообщил определённую информацию о соответствиях.
- Дмитрий Малянов — сам Борис Стругацкий: «Герой повести Малянов списан (по возможности точно) с меня». Более того, местом проживания героев авторы сделали реальный дом на ленинградской улице Победы, где жил Борис Стругацкий[7] (после его смерти в честь авторов была названа близлежащая безымянная площадь, в 2023 году на доме установлена мемориальная доска[8]).
- Филипп Вечеровский — Юрий Манин (внешность и профессия)[9]. Есть также второй реальный человек, послуживший прототипом, о его имени ведутся споры.

Б. Стругацкий:
У Вечеровского даже два прототипа. Один дал Вечеровскому внешность, другой — манеру поведения. Оба — крупные учёные, между прочим.

«Объединённым» прототипом Вечеровского были двое наших знакомых, крупных учёных (один — математик, другой, кажется, радиофизик).
- Следователь — его прототипом стал реальный следователь, допрашивавший Бориса Стругацкого.

## Цитатыв повести
Повесть насыщена цитатами и аллюзиями.
«Сказали мне, что эта дорога меня приведёт к океану смерти,
и я с полпути повернул обратно.
С тех пор всё тянутся передо мною кривые глухие окольные тропы» —
это не совсем точное воспроизведение стихотворения «Трусость» японской поэтессы Акико Ёсано (1878—1942) в переводе Веры Марковой:
Сказали мне, что эта дорога
Меня приведёт к океану смерти,
И я с полпути повернула вспять.
С тех пор всё тянутся предо мною
Кривые, глухие окольные тропы…
Цитата из стихотворения Булата Окуджавы «Счастливчик»:
Он умел бумагу марать под треск свечки!
Ему было за что умирать у Чёрной речки.
Гийом Аполлинер, Ранние стихотворения (1896—1910):
«Потому что век наш весь в чёрном,
Он носит цилиндр высокий,
И всё-таки мы продолжаем бежать,
А затем, когда бьёт на часах
Бездействия час и час отстраненья
От дел повседневных,
Тогда приходит к нам раздвоенье
И мы ни о чём не мечтаем.»

## Экранизации
В 1988 году режиссёром Александром Сокуровым был снят фильм «Дни затмения». Братья Стругацкие совместно с Петром Кадочниковым подготовили свой сценарий «День Затмения» (название фильма было изменено позднее), однако итоговый вариант сценария Юрия Арабова, устроивший Сокурова, был далёк от варианта Стругацких и ещё более далёк от книги, а снятый на плёнку материал был далёк даже и от сценария Арабова. От повести братьев Стругацких в фильме остались фактически только имена главных героев, а киноверсия представляет собой совершенно самостоятельное художественное произведение. Тем не менее, братья Стругацкие не возражали против такой экранизации и не настаивали на изъятии своих имён из титров. В 1988 году фильм «Дни затмения» получил приз Европейской киноакадемии за лучшую музыку, а в 2000 году был включён в список ста лучших фильмов за историю отечественного кинематографа (по версии гильдии кинокритиков России).
Венгерская постановка была сделана в 1983 году (венг. Egymilliárd évvel a világvége előtt, режиссёр Ласло Феликс), а в 1996 был снят фильм «Перед концом света» (греч. Πριν το τέλος του κόσμου, режиссёр Панайотис Марулис).
Также существует финская экранизация (фин. Miljardi vuotta ennen maailmanloppua), снятая Тапио Суоминеном в 1986 году.

## Рецепция
В 1996 году в рамках проекта «Время учеников» Вячеслав Рыбаков написал продолжение романа — «Трудно стать Богом». В нём Малянов, сдавшись в своё время, всё-таки продолжает размышлять над проблемой сопротивления Мироздания и, в конце концов, встретившись с Вечеровским, делает окончательный вывод: их исследованиям противостояло не абстрактное Мироздание, не законы природы как таковые, а верховное существо, Бог, решивший, что результаты работы учёных могут нарушить угодную ему картину мира. Повесть «Богу — Богово…» Владимира Васильева (Ташкент), используя персонажей Стругацких, является продолжением повести Рыбакова и прямо полемизирует с нею. Опубликована в сборнике «Время учеников-2».
Роман «Задача трёх тел» китайского писателя Лю Цысиня в российском фэндоме и сетевой критике был воспринят, как содержащий общее место с повестью Стругацких, — о торможении человеческого прогресса извне. Сам писатель во время видеовстречи упомянул, что Стругацкие являются одними из его любимых русских писателей, но не упоминал о повести «За миллиард лет до конца света».

## Комментарии
1. ↑  «разве что следователь Зыков, да и тот есть некое среднее взвешенное из Порфирия Петровича (см. „Преступление и наказание“) и того следователя ГБ, который вел дело Хейфеца»[1].